# 施拿祖基足球會
施拿祖基足球會（芬蘭語：Seinäjoen Jalkapallokerho，SJK）是一支位於塞伊奈约基的芬蘭職業足球會，成立於2007年，現時於芬蘭足球超級聯賽作賽。球队在2014年赢得芬蘭聯賽盃，2015年赢得芬蘭足球超級聯賽冠军，2016年赢得芬蘭盃。
该俱乐部是由两家俱乐部合并而成。球队在2008年起参加芬兰足球乙级联赛，在2012年升入芬兰足球甲级联赛，继续在2014年升入芬蘭足球超級聯賽。球队的主场是OmaSp Stadion。球队的标志颜色是黑色、金黄色、和白色。

## 外部連結
- 官方网站  （文）